# Tế xác (phim)
Tế xác (tựa gốc tiếng Anh: Jessabelle) là phim điện ảnh kinh dị siêu nhiên của Mỹ năm 2014 do Kevin Greutert đạo diễn và Ben Garant viết kịch bản. Phim có sự tham gia của Sarah Snook, Mark Webber, Joelle Carter, David Andrews, Amber Stevens và Ana de la Reguera. Phim dự kiến được Lionsgate phát hành tại Hoa Kỳ vào ngày 7 tháng 11 năm 2014 và khởi chiếu tại Việt Nam vào ngày 14 tháng 11 năm 2014.

## Nội dung
Jessie Laurent mang thai đang chuyển nhà với Mark, hôn phu của cô, thì xe của họ bị một xe tải tông, vụ tai nạn đã giết chết Mark và làm Jessie sẩy thai. Hai tháng sau, Jessie tạm thời ngồi xe lăn và chuyển về sống cùng Leon Laurent - bố cô - ở St. Francisville, Louisiana. Cô ở trong căn phòng cũ của mẹ cô. Kate Laurent, mẹ cô, đã chết vì u não sau khi sinh ra cô, từ đó Leon gửi cô cho người dì nuôi dưỡng.
Một ngày kia, Jessie tìm thấy ba cuốn băng được quay bởi Kate. Trong băng có cảnh Kate chúc mừng sinh nhật lần thứ 18 của Jessie và đưa ra bộ bài Tarot để xem bói, một người bạn ở nhà thờ địa phương đã dạy bà cách xem bói. Kate cảnh báo Jessie rằng có một "sự hiện diện oan nghiệt" đang ám ảnh cô, sự việc này có thật khi Jessie thường thấy một ma nữ hù dọa cô từ lúc cô chuyển về nhà bố mình. Jessie còn thấy một giấc mơ sống động về một nhóm người thực hiện nghi lễ tà thuật. Leon không muốn Jessie xem mấy cuốn băng, ông ngăn cản cô bằng cách bẻ gãy chúng và ném xe lăn của cô xuống vùng nước.
Jessie sau đó có cuộc chạm trán kinh hoàng với ma nữ trong bồn tắm trong lúc thử phương pháp vật lý trị liệu. Sau khi để Jessie ngồi lên xe lăn, Leon đuổi nhà trị liệu ra khỏi nhà. Leon đem mấy cuốn băng đi đốt nhưng một thế lực siêu nhiên đã hại ông bị chết cháy trong nhà kho. Jessie gào thét trong tuyệt vọng chứ không thể ra cứu bố mình.
Trong đám tang của Leon, Jessie gặp lại bạn học cũ là Preston Sanders. Jessie phát hiện trong nhà vẫn còn một cuốn băng nhưng cô quyết định không xem nó. Ngày hôm sau, Jessie và Preston vào sâu trong vùng nước gần nhà của Jessie, nơi Jessie nghi ngờ có ánh sáng hoặc ngọn lửa bí ẩn xuất hiện. Cả hai phát hiện những biểu tượng tà thuật, ngôi mộ có tên "Jessabelle" với một bộ xương trẻ em. Cả hai nhờ Cảnh sát trưởng Pruitt kiểm tra ADN của bộ xương kia. Jessie và Preston ghé thăm nhà của bà Davis, mẹ của một người bạn của họ, người nhắc đến cái tên Moses Harper. Nghĩ rằng Moses có liên quan đến những hiện tượng siêu nhiên, cả hai đến một nhà thờ hoang tàn nhưng một nhóm người hung dữ đã đuổi họ đi.
Cả hai quay về nhà của Jessie, nơi Preston thú nhận rằng anh yêu Jessie mặc dù đã có vợ. Preston đề nghị Jessie đến sống ở nhà mẹ anh để đảm bảo an toàn, cô đồng ý. Jessie xem cuốn băng thứ tư, thấy cảnh Kate hét lên rằng "Con đã chết" trước khi màn hình vụt tắt. Trong khi Jessie đang thu xếp quần áo, Preston bị ma nữ tấn công và bất tỉnh. Cảnh sát đến đưa Preston vào bệnh viện.
Ở nhà một mình, Jessie làm nghi lễ gọi hồn ma nữ. Pruitt gọi cho Jessie, cho cô biết rằng đứa bé bị chết là con gái riêng của Kate, không phải của Leon. Cô xem cuốn băng còn lại thì thấy cảnh Kate sử dụng tà thuật lên một bé gái da trắng sơ sinh và tự tử bằng súng sau khi hét lên rằng Jessabelle và Moses đã chết. Jessie gặp được hồn ma Kate và nhận ra sự thật được bố cô che giấu: những cuốn băng là dành cho Jessabelle, con gái của Kate và Moses, kết quả của mối tình vụng trộm ở nhà thờ được nhắc đến trong cuốn băng đầu tiên. Leon đã giết Jessabelle vào đêm cô bé được sinh ra, sau đó ông giết luôn Moses. Leon đã bẻ gãy xương sống của Jessabelle và ném xác cô bé xuống vùng nước. Ông đến nhà thờ, bắn Moses rồi thiêu rụi nhà thờ. Jessie cũng nhận ra bản thân mình chính là "sự hiện diện oan nghiệt", là đứa bé da trắng được Leon nhận nuôi vào đúng đêm kinh hoàng đó để che giấu vụ giết người. Thề rằng sẽ trả thù, hai hồn ma Kate và Moses dự định chuyển hồn Jessabelle vào thân xác Jessie. Hai hồn ma khiến Jessie đẩy xe lăn về phía sàn bến rồi rơi xuống vùng nước, Jessabelle bơi đến và lấy vòng tay của mẹ cô ta, trồi lên mặt nước trong hình dạng của Jessie. Preston trở về rồi nhảy xuống nước cứu cô, cô hôn anh và bảo anh đưa cô vào nhà. Khi Pruitt hỏi "cô Laurent" có ổn không, cô ta trả lời "Tôi là Jessabelle".

## Diễn viên
- Sarah Snook vai Jessie Laurent
- Mark Webber vai Preston Sanders
- David Andrews vai Leon Laurent
- Joelle Carter vai Kate Laurent
- Amber Stevens vai Jessabelle
- Vaughan Wilson vai Moses Harper
- Chris Ellis vai Cảnh sát trưởng Pruitt
- Brian Hallisay vai Mark
- Ana de la Reguera vai Rosaura
- Larisa Oleynik vai Samantha
- Lucius Baston vai Ông Woods
- Jason Davis vai Bác sĩ phẫu thuật